# L'uomo più semplice
L'uomo più semplice è un singolo di Vasco Rossi, uscito nelle radio e in versione digitale il 21 gennaio 2013.

## Descrizione
La canzone è stata registrata a Los Angeles negli studi Speakeasy ed è prodotta dallo stesso Vasco Rossi; la musica è composta da Gaetano Curreri e da Andrea Fornili, rispettivamente voce e chitarra degli Stadio.
L'uscita del brano è stata annunciata tramite Facebook e il sito ufficiale dell'artista tre giorni prima dopo aver annunciato, il 7 gennaio, che egli fosse in sala d'incisione «per una grande sorpresa».
Il brano debutta al primo posto nella Top Singoli per la settimana 21-27 gennaio 2013 e successivamente viene certificato disco d'oro per le 15 000 copie vendute.
Il 19 aprile esce una versione remixata del brano, prodotta da Tommy Vee e Dj Keller.

## Video musicale
Il videoclip ufficiale del brano, dopo quello in anteprima del 20 gennaio 2013, è stato pubblicato il 12 marzo seguente e vede Vasco Rossi protagonista delle riprese, svolte interamente all'interno dello studio di registrazione; il resto della band è nascosta dato che le telecamere si soffermano sui primi piani agli strumenti musicali suonati dagli altri musicisti; si intravedono solamente i visi delle coriste.

## Tracce
Download digitale
1. L'uomo più semplice – 4:16

Download digitale – remix
1. L'uomo più semplice (Tommy Vee & Keller Remix)
2. L'uomo più semplice (Alex Farolfi Remix)
3. L'uomo più semplice (Maury Lobina Remix)
4. L'uomo più semplice (DJ Spyne and Max Baffa Remix)
5. L'uomo più semplice (Felipe C Remix)
6. L'uomo più semplice (DJ Ross & Alessandro Viale Remix)
7. L'uomo più semplice (Stefano Fisico & Micky UK Remix)
8. L'uomo più semplice (Miss Apple Remix)
9. L'uomo più semplice (Power Francers Remix)

## Formazione
- Vasco Rossi – voce
- Simone Sello – chitarra, tastiera
- Andrea Fornili – chitarra
- Saverio Principini – basso, tastiera
- Taylor Hawkins – batteria
- Gaetano Curreri – tastiera
- Alex Alessandroni Jr. – organo Hammond
- Clara Moroni – cori

## Classifiche

### Classifiche settimanali
| Classifica (2013) | Posizione massima |
| ----------------- | ----------------- |
| Italia            | 1                 |

### Classifiche di fine anno
| Classifica (2013) | Posizione |
| ----------------- | --------- |
| Italia            | 44        |